# Tour de Francia 1982
El 69.º Tour de Francia se disputó entre el 2 de julio y el 25 de julio de 1982 con un recorrido de 3507 km. dividido en un prólogo y 22 etapas. La quinta etapa, una contrarreloj por equipos, no llegó a disputarse debido a las manifestaciones que afectaban a su recorrido. Ello llevó a que la novena se dividiera en dos sectores disputándose el primero de ellos en la modalidad de contrarreloj por equipos. Participaron 17 equipos de 10 corredores de los que solo uno logró finalizar la prueba con todos sus integrantes. El vencedor cubrió la prueba a una velocidad media de 37,470 km/h.

## Etapas
| Etapa   | Fecha  | Recorrido                      | Distancia (km) | Ganador                   | Líder           |
| ------- | ------ | ------------------------------ | -------------- | ------------------------- | --------------- |
| Prólogo | 2 jul  | Basilea- Basilea               | 7,4 (CR)       | Bernard Hinault           | Bernard Hinault |
| 1.ª     | 3 jul  | Schupfart- Möhlin              | 207            | Ludo Peeters              | Ludo Peeters    |
| 2.ª     | 4 jul  | Basilea-Nancy                  | 250            | Phil Anderson             | Phil Anderson   |
| 3.ª     | 5 jul  | Nancy-Longwy                   | 134            | Daniel Willems            | Phil Anderson   |
| 4.ª     | 6 jul  | Beauraing-Mouscron             | 219            | Gerrie Knetemann          | Phil Anderson   |
| 5.ª     | 7 jul  | Orchies-Fontaine-au-Pire       | 73 (CRE)       | Etapa anulada             | Phil Anderson   |
| 6.ª     | 8 jul  | Lille-Lille                    | 233            | Jan Raas                  | Phil Anderson   |
| 7.ª     | 10 jul | Cancale-Concarneau             | 234,5          | Pol Verschuere            | Phil Anderson   |
| 8.ª     | 11 jul | Concarneau-Châteaulin          | 200,8          | Frank Hoste               | Phil Anderson   |
| 9.ª (1) | 12 jul | Lorient-Plumelec               | 69 (CRE)       | Ti-Raleigh                | Phil Anderson   |
| 9.ª (2) | 12 jul | Plumelec-Nantes                | 138,5          | Stefan Mutter             | Phil Anderson   |
| 10.ª    | 13 jul | Saintes-Burdeos                | 147,2          | Pierre-Raymond Villemiane | Phil Anderson   |
| 11.ª    | 14 jul | Valence-d'Agen-Valence-d'Agen  | 57,3 (CR)      | Gerrie Knetemann          | Bernard Hinault |
| 12.ª    | 15 jul | Fleurance-Pau                  | 249            | Sean Kelly                | Bernard Hinault |
| 13.ª    | 16 jul | Pau-Saint-Lary-Soulan          | 122            | Beat Breu                 | Bernard Hinault |
| 14.ª    | 18 jul | Martigues-Martigues            | 32,5 (CR)      | Bernard Hinault           | Bernard Hinault |
| 15.ª    | 19 jul | Manosque-Orcières-Merlette     | 208            | Pascal Simon              | Bernard Hinault |
| 16.ª    | 20 jul | Orcières-Merlette-Alpe d'Huez  | 123            | Beat Breu                 | Bernard Hinault |
| 17.ª    | 21 jul | Bourg-d'Oisans-Morzine-Avoriaz | 251            | Peter Winnen              | Bernard Hinault |
| 18.ª    | 22 jul | Morzine-Saint-Priest           | 233            | Adri van Houwelingen      | Bernard Hinault |
| 19.ª    | 23 jul | Saint-Priest-Saint-Priest      | 48 (CR)        | Bernard Hinault           | Bernard Hinault |
| 20.ª    | 24 jul | Sens-Aulnay-sous-Bois          | 161            | Daniel Willems            | Bernard Hinault |
| 21.ª    | 25 jul | Fontenay-sous-Bois-París       | 186,8          | Bernard Hinault           | Bernard Hinault |

CR = Contrarreloj individual
CRE = Contrarreloj por equipos

## Clasificación general
| Clasificación general final |             |
| --- | ----------- |
| \| 1. Bernard Hinault Francia \| 92h 08' 46" \| \| 2. Joop Zoetemelk Países Bajos \| + 6' 21" \| \| 3. Johan van der Velde Países Bajos \| + 8' 59" \| \| 4. Peter Winnen Países Bajos \| + 9' 24" \| \| 5. Phil Anderson Australia \| a 12'16s \| \| 6. Beat Breu Suiza \| + 13' 21" \| \| 7. Daniel Willems Bélgica \| + 15' 33" \| \| 8. Raymond Martin Francia \| + 15' 35" \| \| 9. Hennie Kuiper Países Bajos \| + 17' 01" \| \| 10. Alberto Fernández España \| + 17' 19" \| \| 170 participantes, 125 clasificados \| \| |             |
| 1. Bernard Hinault Francia | 92h 08' 46" |
| 2. Joop Zoetemelk Países Bajos | + 6' 21"    |
| 3. Johan van der Velde Países Bajos | + 8' 59"    |
| 4. Peter Winnen Países Bajos | + 9' 24"    |
| 5. Phil Anderson Australia | a 12'16s    |
| 6. Beat Breu Suiza | + 13' 21"   |
| 7. Daniel Willems Bélgica | + 15' 33"   |
| 8. Raymond Martin Francia | + 15' 35"   |
| 9. Hennie Kuiper Países Bajos | + 17' 01"   |
| 10. Alberto Fernández España | + 17' 19"   |
| 170 participantes, 125 clasificados |             |